# Koskullskulle
Koskullskulle est un village suédois de la commune de Gällivare. 
Sa population était de 1 203 habitants en 2019.
La localité porte le nom de Georg Adolf Koskull, gouverneur du comté de Norrbotten de 1816 à 1821. 